# Santo André (Montalegre)
Santo André es una freguesia portuguesa del concelho de Montalegre, con 19,82 km² de superficie y 271 habitantes (2001). Su densidad de población es de 13,7 hab/km².